# آیریس کادریچ
آیریس کادریچ (انگلیسی: Iris Kadrić؛ زادهٔ ۱۶ سپتامبر ۱۹۹۴) بازیکن فوتبال اهل بوسنی و هرزگوین است.
وی همچنین در تیم‌های ملی فوتبال Sweden women's national under-17 football team, Bosnia and Herzegovina women's national under-19 football team، و زنان بوسنی و هرزگوین بازی کرده‌است.